# 인천테크노파크
인천테크노파크는 인천에 위치한 테크노파크이다. 인천광역시 연수구 갯벌로 12에 위치하고 있다.